# Jacques Bigot (jésuite)
Pour les articles homonymes, voir Jacques Bigot et Bigot.
Jacques Bigot, né le 26 juillet 1651 à Bourges et mort en avril 1711 à Québec, est un prêtre jésuite missionnaire des Abénaquis au Canada. Il est l’auteur de trois relations détaillant ce qui s’est passé de plus remarquable dans les missions abénaquises de Saint-Joseph-de-Sillery et de Saint-François-de-Sales dans les années 1684, 1685 et 1702.

## Sources
- Thomas Charland, « Jacques Bigot », dans Dictionnaire biographique du Canada, vol. 2, 1969 (lire en ligne) (consulté le 14 avril 2025)